# جلابی
جلابی، روستایی در دهستان جلابی بخش تخت شهرستان بندرعباس در استان هرمزگان ایران است. این روستا، مرکز دهستان جلابی است.

## جمعیت
بر پایه سرشماری عمومی نفوس و مسکن در سال ۱۳۹۵، جمعیت این روستا برابر با ۶۶۹ نفر (۱۸۳ خانوار) بوده‌است.